# Paul Gerhard Pakendorf
Paul-Gerhard Gustav Martin Pakendorf (* 21. April 1908 in Etembeni bei King Williams Town, Kapkolonie; † 21. Oktober 1977 in Pretoria, Südafrika) war Missionar der Berliner Missionsgesellschaft, Missionssuperintendent der Südtransvaalsynode der Berliner Mission und letztlich erster Bischof der Transvaalsynode der Evangelisch-Lutherischen Kirche in Südafrika, dem Zusammenschluss der Berliner Missionssynoden Nord- und Südtransvaal.
Paul-Gerhard Pakendorf wurde als Sohn des Ehepaars Gustav Pakendorf und Augusta Maria Johanne geb. Johl in Etembeni bei King Williamstown im Peddie Distrikt in Südafrika geboren, wo Gustav Pakendorf als Missionar der Berliner Missionsgesellschaft tätig war. Paul-Gerhard wuchs gemeinsam mit drei Geschwistern aus der ersten Ehe seines Vaters mit der 1901 verstorbenen Ehefrau Luise (geb. Wiedermann) sowie weiteren fünf Geschwistern aus der zweiten Ehe des Vaters auf. Nach dem Schulbesuch absolvierte er ein Lehrerstudium an der Universität von Natal und begann danach ein Theologiestudium in Berlin. Nach dem Abschluss des Studiums schloss er sich der Berliner Missionsgesellschaft an und wurde als Missionar nach Lydenburg in Transvaal entsandt, wo er in der Sotho-Sprache unterrichtet wurde. Die Aussendung erfolgte in der Berliner Nikolaikirche anlässlich des Jahresfestes der Berliner Missionsgesellschaft am 28. April 1935. Pakendorf setzte in Südafrika seine akademische Ausbildung fort, erlangte den Grad eines Masters of Divinity sowie einen weiteren Abschluss in afrikanischen Sprachen an der Universität von Südafrika in Pretoria. Mit diesen Qualifikationen wurde er 1937 Dozent und Direktor des Lehrerseminars der Mission in Botshabelo im Oranje-Freistaat. Zahlreiche Lehrer, die Pakendorf für ihre Tätigkeit ausbildete, wurden später Minister, Staatssekretäre, Schulräte, Pfarrer und Bischöfe in Transvaal und darüber hinaus.
Pakendorf wurde 1952 nach Johannesburg versetzt, wo er zum Superintendenten der Südtransvaalsynode der Berliner Missionsgesellschaft ernannt wurde. Einen Ruf als Professor an die Universität von Südafrika lehnte er ab und wurde 1962 stattdessen auf der Gründungssynode der Transvaalregion der Evangelisch-Lutherischen Kirche in Südafrika, Transvaal Region in Benoni zu deren erstem Bischof gewählt. An der Bildung dieser von der Mission in Europa unabhängigen schwarzen Kirche war er, auch durch Reisen zu Konsultationen des Lutherischen Weltbundes nach Europa und der Missionsleitung in Berlin, wesentlich beteiligt ohne dabei die materiellen Probleme dieses Prozesses zu übersehen: Es sollte  […] doch möglich sein, dass finanzielle Hilfe gewährt wird, ohne dass das Recht auf Leitung und Bestimmung davon abhängig ist. […] Der Missionar muss zurückstehen, und dem schwarzen Pfarrer müssen mehr Rechte und Vorrechte eingeräumt werden. Diese Einstellung führte ihn anfänglich zur Ablehnung der Wahl zu seinem neuen Amt. Letztlich fügte er sich aber doch „überwältigt von dem ihm sowohl von den afrikanischen Delegierten wie von seinen Amtsbrüdern entgegengebrachten Vertrauen (und) ihrem Drängen“. Seine Amtseinführung fand am 22. September 1963 in Atteridgeville bei Pretoria durch den Berliner Bischof Otto Dibelius statt. Nach 1946 war Pakendorf gemeinsam mit anderen Sachverständigen und Sprachkundigen an der Überarbeitung der Bibelübersetzung in zeitgemäßes Sotho beteiligt.
1973 zwang ihn ein Schlaganfall zum Rücktritt von seinem Amt als Bischof. Nach weiteren Anfällen verstarb Pakendorf in Pretoria am 21. Oktober 1977. Die Trauerfeier in der schwarzen Township Mamelodi bei Pretoria am 26. Oktober 1977 hielt sein Amtsnachfolger Solomon E. Serote, erster schwarzer Bischof seiner Kirche.

## Familie
Am 9. Oktober 1936 heiratete Pakendorf Margarethe Erika Sauerland (* 17. April 1914 in Raguhn, Anhalt, Deutschland) in Pietermaritzburg, Südafrika. In der Ehe wurden zwei Kinder geboren.
Paul-Gerhards älterer Bruder Gustav Adolf Theodor Pakendorf (* 29. Oktober 1905; † 1. September 1973) war ebenfalls Missionar der Berliner Missionsgesellschaft unter den Xhosa im Osten der Kapkolonie. Paul-Gerhards jüngster Bruder Konrad Erwin Pakendorf (1910–1980) war im diplomatischen Dienst Südafrikas tätig.